# Tähtvere (gemeente)
Tähtvere (Estisch: Tähtvere vald) is een voormalige gemeente in de Estische provincie Tartumaa. De gemeente telde 2553 inwoners op 1 januari 2017 en had een oppervlakte van 115,0 km².
De landgemeente telde twaalf nederzettingen, waarvan de hoofdplaats Ilmatsalu en Märja de status van alevik (vlek) hadden.
Bij de gemeentelijke herindeling van najaar 2017 werd de gemeente bij de stadsgemeente Tartu gevoegd.

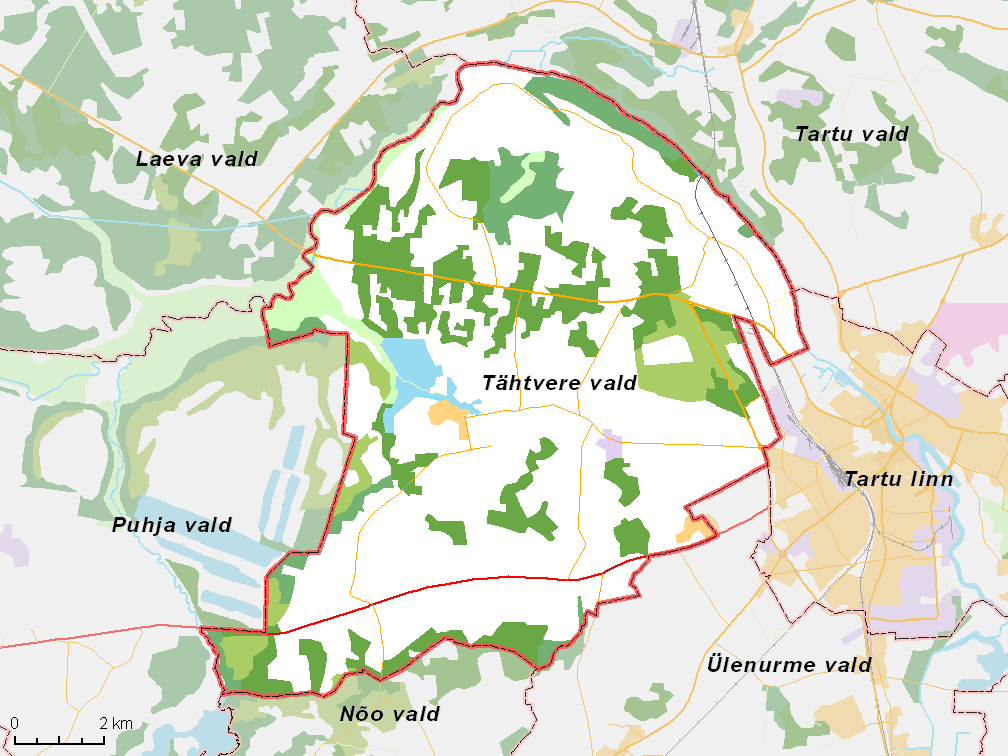
De gemeente met omliggende gemeenten, situatie begin 2017